# SN 2007bj
SN 2007bj – supernowa typu Ia odkryta 18 kwietnia 2007 roku w galaktyce NGC 6172. W momencie odkrycia miała maksymalną jasność 15,10m.